# Paul Auguste Danguy
Paul Auguste Danguy (* 1862-1942) fue un botánico francés.

## Honores

### Epónimos
- (Asclepiadaceae) Cynanchum danguyanum Choux[1]
- (Asteraceae) Helichrysum danguyanum Humbert[2]
- (Melastomataceae) Memecylon danguyanum H.Perrier[3]
- (Myrtaceae) Syzygium danguyanum (H.Perrier) Labat & G.E.Schatz[4]
- (Orchidaceae) Angraecum danguyanum H.Perrier[5]

- La abreviatura «Danguy» se emplea para indicar a Paul Auguste Danguy como autoridad en la descripción y clasificación científica de los vegetales.[6]